# Massacro della Columbine High School
Il massacro della Columbine High School fu una strage in ambito scolastico avvenuta il 20 aprile 1999 negli USA. Coinvolse alunni e insegnanti di una scuola superiore del distretto amministrativo di Columbine, non lontano da Denver (Colorado): due studenti, Eric Harris e Dylan Klebold, si introdussero nell'edificio armati e aprirono il fuoco su compagni di scuola e insegnanti in vari ambienti.
Uccisero tredici studenti e un insegnante; ventitré furono i feriti, compresi tre che si fecero male fuggendo dall'edificio. I due autori della strage si suicidarono sparandosi, asserragliati nella biblioteca della scuola (dove fu uccisa la maggior parte delle vittime) dopo che le squadre SWAT avevano circondato la zona. 
Seguì un lungo e acceso dibattito nazionale sulla legislazione riguardante il controllo della vendita e la reperibilità delle armi da fuoco, nonché la detenzione di esse. L'episodio richiamò l'attenzione anche sui problemi di sicurezza nelle scuole, diseguaglianze sociali e uso di farmaci antidepressivi fatto da adolescenti.
Fu uno dei più sanguinosi massacri scolastici nella storia degli Stati Uniti assieme a quello della Bath School (1927) e poi Virginia Tech (2007), Sandy Hook Elementary School (2012), Marjory Stoneman Douglas High School (2018) e Robb Elementary School (2022).

## Gli antefatti

### La Columbine High School
La Columbine High School è un istituto superiore di Littleton, contea di Jefferson (Colorado), inaugurato nel 1973 in omaggio alla "Columbine", nome inglese di Aquilegia coerulea, una ranuncolacea delle Montagne Rocciose, simbolo dello Stato. All'epoca dei fatti il preside era Frank DeAngelis e la scuola aveva circa 1 700 studenti.

### Sito web di Harris su AOL
Le vicissitudini che portarono alla strage iniziarono a svilupparsi nel 1996, allorché il quindicenne Eric Harris mise in piedi un sito web su AOL, originariamente con lo scopo di ospitare livelli e mod dei videogiochi Doom, Doom II e Quake. Sullo stesso sito Harris creò un blog con barzellette e brevi pensieri sui suoi genitori, la scuola e gli amici. Verso la fine dell'anno sul sito apparvero contenuti inusuali, che riportavano, ad esempio, le «rebel missions», vale a dire atti di vandalismo (come accensione di petardi e fuochi d'artificio o danneggiamento di proprietà pubbliche e private del vicinato) commessi dallo stesso Harris e da un piccolo gruppo di coetanei, fra cui Dylan Klebold. Harris prese il soprannome «Reb», derivante dalla mascotte della scuola, un «ribelle» stilizzato (rebel in inglese), Klebold «Vodka», dovuto alla sua predilezione per quell'alcolico, oppure dal fatto che in un'occasione riuscì a berne un'intera bottiglia.
Il sito aveva pochi visitatori e nei primi tempi passò praticamente inosservato. A cominciare dal 1997 il blog cominciò a mostrare i primi segni della profonda rabbia verso la società che covava Harris, e alla fine dell'anno apparvero istruzioni su come fabbricare esplosivi, in particolare tubi bomba artigianali, che Harris diceva di essere riuscito a costruire e che intendeva provare quando avrebbe individuato l'obiettivo adatto. Il sedicenne parlava molto del suo odio verso la società e del desiderio di uccidere chiunque lo infastidisse. Nel marzo 1998, tredici mesi prima della strage, pubblicò un post pieno di deliranti fantasie omicide: «tutto ciò che voglio è uccidere e ferire quanti più di voi possa, in particolare alcune persone. Come Brooks Brown». Questi era un suo coetaneo e compagno di scuola, di cui era stato amico, ma con cui poco prima aveva litigato; ancora prima del post, Harris aveva danneggiato l'auto di Brown, scagliando violentemente un pezzo di ghiaccio contro il parabrezza. La famiglia di Brown seppe delle minacce di morte online di Harris, pare addirittura tramite Dylan Klebold, e sporse denuncia all'ufficio dello sceriffo.
Il detective Michael Guerra si connesse al sito e documentò numerosi contenuti intrisi di violenza, rabbia e odio verso le categorie più disparate, ma concentrate prevalentemente sul personale e sugli studenti della Columbine High School. Allegò le stampe di tali contenuti al fascicolo d'indagine e scrisse la bozza di un affidavit, con cui intendeva chiedere un mandato di perquisizione per la casa di Eric Harris. Nella testimonianza Guerra segnalava anche le menzioni sul blog di veri e propri esplosivi custoditi da Harris e ipotizzava il suo coinvolgimento in casi irrisolti di vandalismo nella zona. Per ragioni ignote, l'affidavit non fu mai depositato e, quindi, non fu avviato alcun procedimento giudiziario contro il sito di Harris.

### L'incidente del furgone
Il 30 gennaio 1998 Eric e Dylan furono arrestati perché trovati in possesso di pezzi per computer rubati da un furgone parcheggiato in una zona poco trafficata di Littleton. In base alle ricostruzioni, senza un preciso motivo i due decisero di rubare il contenuto intravisto nel veicolo rompendo un finestrino. Allontanatisi poi in auto, furono scoperti poco dopo da un vice sceriffo mentre erano intenti a esaminare il bottino. Non riuscirono a spiegarne la provenienza e confessarono. Vennero fotosegnalati e imputati di tre felonies, reati di una certa gravità secondo il diritto penale statunitense, per i quali, se fossero stati processati, probabilmente sarebbero stati condannati e incarcerati.
Ma in considerazione della loro minore età, del loro essere incensurati e della rassicurante situazione familiare, fu loro offerto di partecipare a un programma di diversion, ideato per distogliere i minorenni da una vita delittuosa tramite attività di riparazione, rieducazione e riabilitazione. Avrebbero risarcito il danno al proprietario, svolto servizi socialmente utili, partecipato a colloqui con un counselor dei servizi sociali che ne avrebbe monitorato il comportamento, il profitto scolastico e lavorativo, e frequentato lezioni di educazione civica e legalità. Per Harris, che lamentò disagi psicologici, fu predisposto anche un percorso di cura con uno psicologo. Rispettando queste prescrizioni per un anno, avrebbero evitato il processo e la condanna. Dopo una breve udienza in cui chiese principalmente dei voti scolastici e dell'orario di rientro a casa dei due, il giudice minorile John DeVita concesse loro questa possibilità. A strage avvenuta si rammaricò per essere stato ingannato da Harris e Klebold che diedero di sé un'immagine completamente diversa dalla realtà.
Harris scrisse una lettera al proprietario del furgone, mostrando empatia che andava oltre alle semplici scuse. In questo periodo ostentava spesso il pentimento, per esaltare poi la propria capacità di fingere in varie pagine del diario, ammettendo di non provare il minimo rimorso ed esprimendo odio e disprezzo nei confronti della vittima: «com'è che, se sono libero, non posso derubare uno stupido fottuto cretino della sua roba se la lascia sul sedile anteriore del suo fottuto furgone in piena vista, nel mezzo del nulla, il fottuto venerdì sera? SELEZIONE NATURALE. Bisognerebbe ammazzare il bastardo. Stessa cosa con tutti quei ricchi e arroganti lecchini della mia scuola». Questa riga è rappresentativa del tono generale del diario, intriso di volgarità e traboccante di odio verso chiunque. Probabilmente poco dopo la vicenda del furgone, già ad aprile 1998, Harris e Klebold cominciarono a organizzare l'attacco alla Columbine come forma di vendetta, sentendosi in guerra contro la società e provando bisogno di rivalsa.
Nell'ambito delle cure mentali Harris assumeva l'antidepressivo Zoloft, sostituito poi con il Luvox, a base di fluvoxamina. Secondo qualche opinionista, questo contribuì alle azioni di Harris, perché tra gli effetti collaterali di questi farmaci si riscontrano l'aumento di aggressività, perdita del sentimento di rimorso, depersonalizzazione e sindromi maniacali.
Poco dopo l'udienza il blog di Harris scomparve e il sito tornò alla funzione di proporre livelli per Doom. Probabilmente il blog sparì proprio perché Harris aveva capito che la madre di Brooks Brown vi aveva letto le minacce e aveva avvisato le autorità. Iniziò a scrivere i suoi pensieri e i piani in appunti cartacei, ma continuò ad aggiornare una sezione del sito sui suoi progressi nel collezionare armi e nel costruire bombe. Quando ne venne a conoscenza il grande pubblico, America Online cancellò il sito dai suoi server.
A febbraio 1999, prima del previsto, gli assistenti sociali formularono un giudizio eccellente su Harris e Klebold, considerando compiuto il programma e consentendo loro di rimanere incensurati. Harris riuscì a dare ai funzionari l'impressione di un brillante giovane pienamente ravveduto, mentre il fascicolo di Klebold presentava punti critici: scarso profitto scolastico, ritardi agli appuntamenti con i servizi sociali e un alcol-test positivo.

### Gli scritti
Dylan Klebold cominciò a scrivere il suo diario non più tardi del 1997. Dalle sue riflessioni (non sempre lucide o comprensibili) traspare una profonda depressione attribuita ai fallimenti con le ragazze e il desiderio di suicidarsi. Harris cominciò a scrivere una sorta di diario solo dopo l'arresto del 1998, chiamandolo «The Book of God». Da esso emerge soprattutto l'odio incondizionato e il desiderio di sterminio.
Gli scritti rivelano che i due avevano pianificato un attentato simile a quello di Oklahoma City, nonché il dirottamento di un velivolo da far schiantare contro un grattacielo di New York (una singolare anticipazione degli attentati dell'11 settembre 2001), ma soprattutto che avevano studiato nei minimi dettagli l'attentato alla scuola. Avrebbero piazzato bombe nella mensa, facendole detonare nel momento di massimo affollamento; Eric calcolava di uccidere almeno 450 persone. Le bombe sarebbero state sistemate accanto ai pilastri che reggevano il piano superiore; il cedimento dei pilastri avrebbe fatto crollare l'edificio. Subito dopo i due avrebbero sparato ai sopravvissuti, per poi attaccare le case circostanti e le persone attirate dal rumore. Mettevano in conto di morire durante lo scontro a fuoco con le forze dell'ordine, ma la loro furia omicida sarebbe proseguita anche dopo la morte: avrebbero minato le loro auto per farle esplodere in mezzo ai soccorritori, giornalisti e passanti.
Il piano fallì poiché gli esplosivi non detonarono. Simulazioni computerizzate, effettuate dopo l'attacco, dimostrarono che, se le bombe avessero funzionato, il numero delle vittime non si sarebbe discostato di molto dai sanguinosi auspici di Harris, ovvero molte centinaia. I diari, che facevano parte di migliaia di pagine di prove, furono resi pubblici nel 2006, sette anni dopo i luttuosi fatti della Columbine. Oltre ai diari, Harris e Klebold disseminarono riferimenti all'attentato anche nei compiti scolastici. Due mesi prima del massacro, in un racconto per la lezione di letteratura Dylan scrisse di un uomo che uccide nove persone senza motivo, terminando così:
Più giù, l'appunto del professore:
Eric in un racconto immaginò di essere una pallottola. In una relazione sulla Germania nazista elencò verbosamente e con macabra abbondanza di dettagli i crimini del regime (che esaltava nei diari, oppure urlando "Heil Hitler!" quando giocava a bowling), fingendo di condannarli.

### IBasement Tapes
Negli ultimi mesi prima della strage, nell'inverno e primavera del 1999, la coppia iniziò a documentare in segreto i propri progressi e l'arsenale anche su videocassette. Parte rilevante di questi filmati fu girata nel seminterrato della villetta degli Harris, da cui il nome con cui furono poi denominati dalla stampa: «Basement Tapes», nastri del seminterrato.
Oltre a mostrare nei video le armi, le munizioni e gli esplosivi acquisiti illegalmente, i ragazzi rivelavano anche i sofisticati metodi escogitati per nascondere gli arsenali ai genitori. Altre riprese li ritraevano durante le esercitazioni di tiro in una zona boscosa nei paraggi, il Rampart Range. Prima del massacro Eric e Dylan dissero di essere sicuri che dall'attentato sarebbe stato tratto un film, e si interrogavano su quale regista avrebbero preferito lo girasse.. Mezz'ora prima della sparatoria girarono un ultimo video nel quale si scusavano con le famiglie e si vantavano dell'infamia di cui sarebbero stati ricoperti dopo l'impresa.
I Basement Tapes non furono mai resi pubblici per intero. Furono divulgate solo tre sequenze: una in cui Harris, Klebold e altri amici provano le armi al Rampart Range; «Radioactive Clothes», un bizzarro video in cui i due fingono di combattere un'invasione di "abiti radioattivi"; infine «Hitmen for Hire», "Assassini su commissione", una sorta di presunto progetto scolastico per il corso di Produzione audiovideo, in cui Harris e Klebold interpretano, come da titolo, due assassini che dietro pagamento proteggono le vittime di bullismo della loro scuola, uccidendo i bulli, in uno scenario che ricorda moltissimo la strage che sarebbe avvenuta.
I restanti filmati furono mostrati solo a una stretta cerchia di giornalisti, alle famiglie delle vittime e ai genitori dei due omicidi. Di essi trapelò solo un frammento audio di circa 30 secondi, registrato di nascosto dal padre di una delle vittime, in corrispondenza di un passaggio in cui Harris e Klebold insultano e deridono gli studenti di fede cristiana. La motivazione offerta dalle autorità fu che, se i Basement Tapes fossero visionabili da chiunque, potrebbero ispirare emulatori.
La mattina di quel 20 aprile 1999 Harris registrò un'audiocassetta e la lasciò in bella vista sul tavolo della cucina. Il nastro, anch'esso mai pubblicato, conteneva affermazioni come «Persone moriranno a causa mia» e «Sarà un giorno che sarà ricordato per sempre».

## Cronologia degli avvenimenti

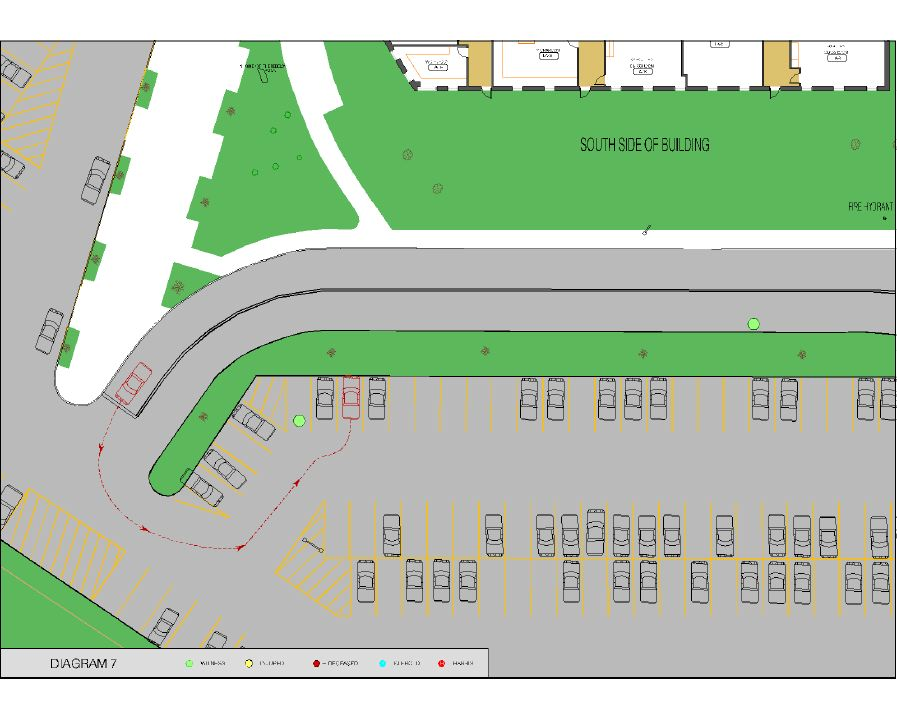
L'arrivo di Harris

Eric Harris e Dylan Klebold arrivarono alle 11:11 alla Columbine High School in auto separate. Harris lasciò la sua nel parcheggio degli Junior e Klebold in quello dei Senior, entrambi in posti che offrivano loro un'ottima vista sull'entrata della mensa e una delle uscite principali. In un campo poco distante dalla scuola avevano posto una piccola bomba che avrebbe dovuto detonare alle 11:14 creando un diversivo per il personale di emergenza. L'ordigno esplose parzialmente, causando un piccolo incendio subito spento dai pompieri.
Alla Columbine i due si incontrarono vicino alla macchina di Harris e armarono due bombe al propano da 9 kg. Poco prima dell'arrivo degli studenti piazzarono nella mensa borse contenenti ordigni che dovevano esplodere alle 11:17. Nel momento in cui entrarono, il custode stava sostituendo la cassetta della videocamera a circuito chiuso, che non filmò quindi i due intenti a piazzare le bombe. La nuova cassetta registrò ben visibili le borse contenenti le bombe, che avevano abbastanza potere detonante da distruggere l'intera mensa e far crollare la vicina biblioteca.

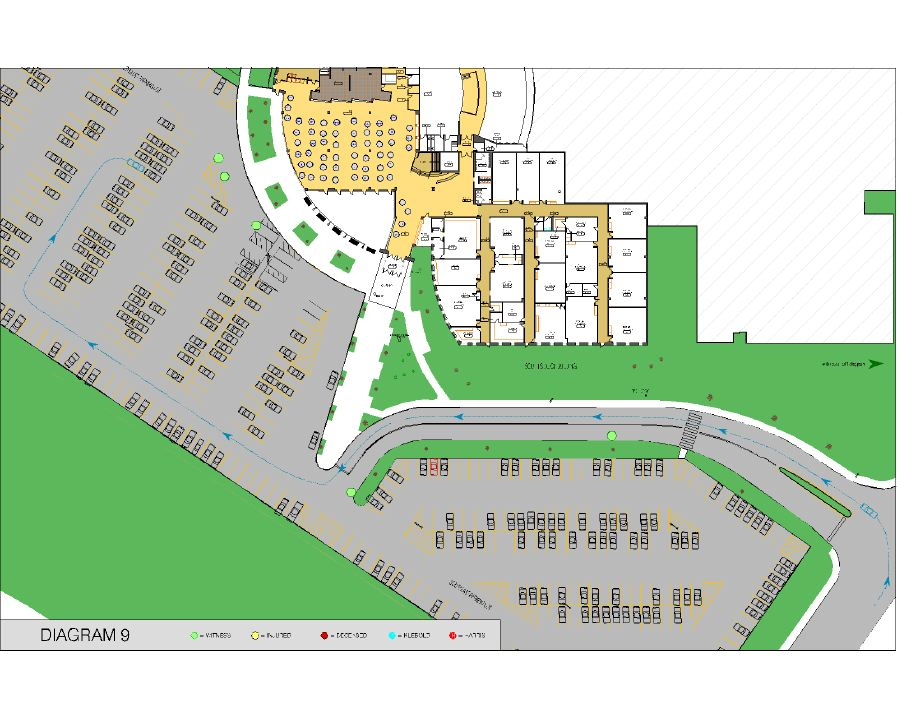
L'arrivo di Klebold

Piazzate le bombe, i due tornarono alle auto in attesa di aprire il fuoco contro gli studenti che sarebbero scappati dopo le esplosioni in preda al panico. Nel parcheggio Harris incontrò Brooks Brown e al suo rimprovero per aver saltato il compito in classe, stando a quanto Brooks dichiarò in seguito, rispose:
Gli studenti che stavano uscendo per il pranzo videro Brooks Brown percorrere South Pierce Street per tornare a casa. Nel frattempo Harris e Klebold attendevano, entrambi armati, la detonazione. Il giorno dopo lo sceriffo John Stone espresse il sospetto che altre persone avessero contribuito al piano della sparatoria, anche perché Harris e Klebold non avrebbero potuto portare tanto esplosivo nell'edificio da soli.
Secondo le testimonianze raccolte dalla polizia, di fronte alla scuola erano stati visti due ragazzi in trench; allo stesso tempo sul retro furono visti altri due ragazzi, uno solo dei quali indossava un trench. Inizialmente fu sospettato anche un uomo trovato sul tetto; poi si scoprì che si trattava di un manutentore che stava lavorando sul tetto della biblioteca e rimase nascosto lì dopo aver sentito i colpi. Alcuni testimoni dissero di aver visto tre uomini sul tetto in settori diversi, tutti con armi da fuoco, uno con la maglietta di South Park. Christopher Morris, il capo della Trenchcoat Mafia e amico intimo di Harris e Klebold, fu arrestato dalla polizia il giorno della sparatoria e le riprese dimostrarono che indossava una maglietta di South Park.

### L'inizio della sparatoria
Quando i due compresero che le bombe in mensa non erano esplose, si armarono e si incamminarono verso la mensa. Salirono in cima alle scale dell'entrata ovest, il punto più alto del campus, in una posizione favorevole: l'entrata laterale della mensa era alla base delle scale, l'entrata ovest alla loro sinistra e i campi sportivi alla loro destra.
| Feriti e morti nelle fasi iniziali |
| 1. Rachel Scott, uccisa da proiettili alla testa e al petto in un prato a fianco dell'entrata ovest.                                    |
| 2. Richard Castaldo, colpito a un braccio, al petto, alla schiena e all'addome nello stesso prato.                                      |
| 3. Daniel Rohrbough, ucciso da un proiettile al petto sulla scalinata ovest.                                                            |
| 4. Sean Graves, colpito alla schiena e all'addome sulla scalinata ovest.                                                                |
| 5. Lance Kirklin, colpito a una gamba, al collo e alla mascella sulla scalinata ovest.                                                  |
| 6. Michael Johnson, feritosi a viso, braccia e gambe mentre scappava sulla collinetta.                                                  |
| 7. Mark Taylor, colpito al petto, alle braccia e a una gamba sulla collinetta.                                                          |
| 8. Anne-Marie Hochhalter, ferita al petto, a un braccio, all'addome, alla schiena e alla gamba sinistra vicino all'entrata della mensa. |
| 9. Brian Anderson, ferito vicino all'entrata ovest da schegge di vetro.                                                                 |
| 10. Patti Nielson, ferita a una spalla da una scheggia vicino all'entrata ovest.                                                        |
| 11. Stephanie Munson, ferita alla caviglia nel corridoio nord.                                                                          |
| 12. Dave Sanders, morto per emorragia dopo essere stato colpito al collo e alla schiena nel corridoio sud.                              |

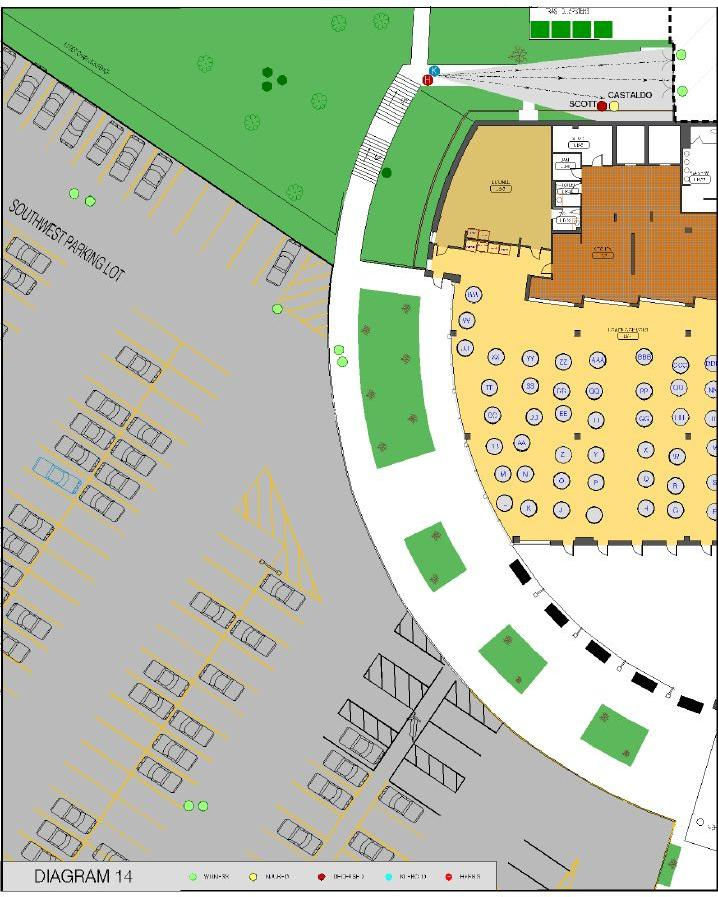
L'uccisione di Scott

Alle 11:19 un testimone sentì Eric Harris urlare:
In quel momento i due estrassero i loro fucili a pompa e cominciarono a sparare sui compagni. Rachel Scott e Richard Castaldo, seduti su una collinetta a fianco dell'entrata ovest della scuola, pensarono a uno scherzo. Furono colpiti e feriti gravemente. Uno degli assassini (non è chiaro quale), vista la Scott muoversi, le sparò ancora, uccidendola. 
Dopo i primi spari, Harris tirò fuori una carabina semi-automatica e si diresse verso la scalinata ovest. Daniel Rohrbough e i suoi amici Sean Graves e Lance Kirklin stavano salendo la scalinata. Colpito al petto, Rohrbough cadde sopra a Graves; un proiettile bucò un piede di Sean. I due spararono a Kirklin, in piedi di fronte a loro. Tutti e tre gli studenti caddero per terra feriti. Harris e Klebold si girarono e spararono verso sud a cinque studenti seduti su una collinetta adiacente alle scale, di fronte all'entrata ovest. Michael Johnson fu colpito ma continuò a correre e scappò. Mark Taylor cadde a terra dolorante, fingendosi morto. Gli altri tre scapparono illesi.
Mentre la sparatoria continuava, Sean Graves zoppicò giù fino alla porta laterale della mensa, dove collassò. Anche Klebold iniziò a scendere verso la mensa dirigendosi di nuovo verso Lance Kirklin sparandogli nella mandibola ferendolo gravemente. Klebold tornò da Kirklin perché pensando che si trattasse di uno scherzo con dei fucili da paintball, alzò la mano chiedendo aiuto. Intanto Daniel Rohrbough tentò di trascinarsi giù per le scale. Klebold gli sparò a bruciapelo nella schiena, uccidendolo, dopodiché entrò nella mensa, calpestando di proposito il ferito Sean Graves, steso all'entrata.
Probabilmente Klebold vi andò per capire perché le bombe al propano non erano esplose; il locale era stato appena evacuato e vi erano rimaste poche persone, nascoste sotto i tavoli, che l'assassino non vide. Harris cominciò a sparare verso il basso a diversi studenti seduti vicino all'entrata, ferendo gravemente Anne-Marie Hochhalter (la quale rimase paralizzata a vita e la cui madre si tolse la vita 6 mesi dopo) non appena provò a scappare. Dopo pochi secondi, Klebold lo raggiunse in cima alla scalinata.

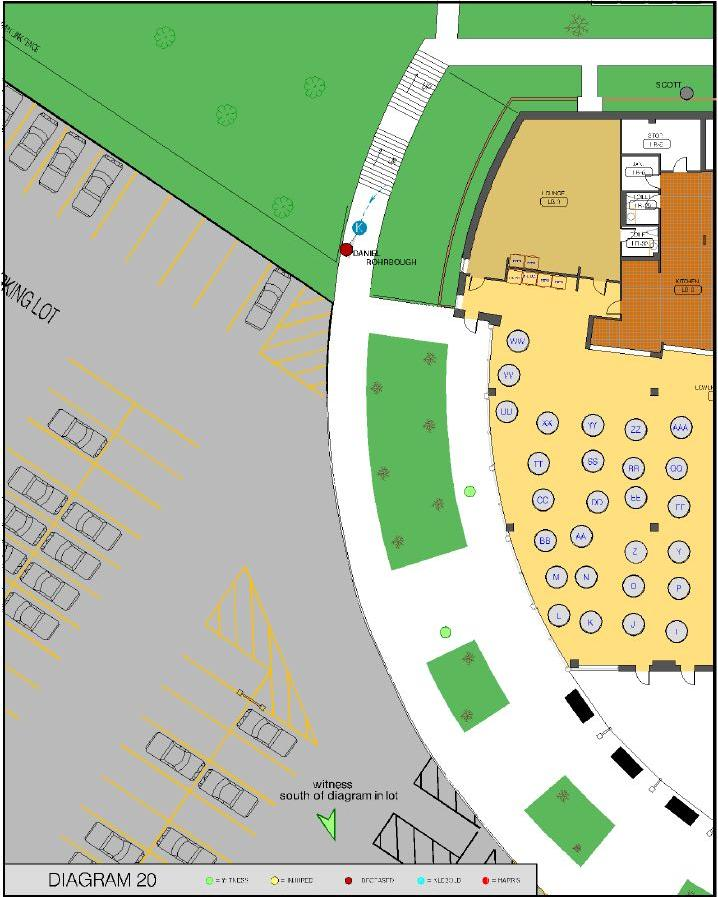
L'uccisione di Rohrbough

Provarono a sparare agli studenti che stavano vicino al campo da calcio, mancandoli. Poi lanciarono le bombe tubo nel parcheggio, sul tetto e nella collina a est, ma nessuna esplose. Intanto dentro al campus l'insegnante Patti Nielson, vedendo cosa stava succedendo, si diresse verso l'entrata ovest accompagnata dallo studente Brian Anderson per dire ai suoi due studenti di smetterla, convinta che quello che Harris e Klebold stavano facendo fosse una ripresa video per il corso di cinematografia e che le armi fossero finte. Appena Anderson aprì la prima porta, i due spararono alla finestra e il ragazzo fu ferito al petto da pezzi di vetro; Nielson fu colpita alla spalla da una scheggia, ma si rialzò subito e corse in biblioteca, invitando gli studenti a nascondersi sotto i banchi e a rimanere in silenzio. Poi chiamò il 9-1-1 e si nascose dietro la cattedra. Anderson rimase indietro, intrappolato tra le porte esterne e quelle interne.
Nel frattempo, uno sceriffo giunto sul posto aprì il fuoco contro Harris e a Klebold, distraendoli dal ferito Brian Anderson che riuscì a rifugiarsi in biblioteca, dove si infilò in una stanza del personale. Harris sparò dieci colpi allo sceriffo, che fu così costretto a chiamare altre pattuglie via radio. Quando la sua arma smise di funzionare, Harris corse dentro la scuola insieme a Klebold. Proseguirono per il corridoio nord sparando a chiunque vedessero e lanciando tubi bomba. Colpirono Stephanie Munson alla caviglia, ma la ragazza riuscì a uscire e a rifugiarsi in una casa sull'altro lato della strada.
Gli assassini spararono fuori dalla finestra verso l'entrata est della scuola. Dopo aver percorso il corridoio diverse volte, sparando a tutti (ma senza ferire nessuno), tornarono all'entrata ovest e si diressero verso il corridoio della biblioteca.
Pochi momenti prima l'insegnante William Sanders, detto "Dave", aveva fatto uscire gli studenti dalla mensa attraverso una scala che conduceva al secondo piano. La scalinata era all'angolo tra il corridoio della biblioteca e il corridoio sud. Sanders e uno studente avevano girato l'angolo e camminavano lungo il corridoio della biblioteca quando videro Harris e Klebold arrivare dal corridoio nord. Scapparono in fretta dall'altra parte (si crede, ma non è confermato, che Sanders stesse andando in biblioteca per evacuare gli studenti che erano lì). Harris e Klebold girarono l'angolo e spararono a entrambi, colpendo Dave al petto, ma mancando lo studente che corse nell'aula di scienze SCI-1 avvisando l'insegnante che si trovava all'interno. Nel frattempo Harris e Klebold ritornarono nel corridoio nord, mentre Sanders si trascinò verso l'aula di scienze. L'insegnante lì presente lo portò in un'altra classe, dove fu soccorso e rassicurato da due studenti che provarono anche a contattare la polizia. Sanders morì alle 15:00 circa.

### Il massacro nella biblioteca
Mentre la sparatoria continuava, l'insegnante Patti Nielson era al telefono con il servizio di emergenza e raccontava ciò che stava accadendo mentre cercava di far nascondere gli studenti sotto i banchi. L'operatore del 9-1-1 ricevette la telefonata alle 11:25:05. Fra l'inizio della chiamata e l'ingresso di Harris e Klebold in biblioteca passarono quattro minuti e dieci secondi. Prima di entrare, i due lanciarono dalla scalinata del corridoio sud verso l'interno della mensa due tubi bomba, che scoppiarono entrambi (una delle due esplosioni fu ripresa dalla telecamera a circuito chiuso). Un altro ordigno fu gettato nel corridoio della biblioteca e anch'esso esplose danneggiando alcuni armadietti. Alle 11:29 i due assassini entrarono nella biblioteca dove cinquantadue studenti, tre addetti e la signora Nielson erano nascosti sotto i banchi e dentro alcune stanzette adiacenti.
Appena dentro, Harris sparò a un espositore di vetro che si trovava dall'altra parte della sala, ferendo lo studente Evan Todd nascosto lì. Gridò a tutti di alzarsi, così forte che fu sentito nella telefonata al 9-1-1 delle 11:29:18. I due urlarono cose come:
oppure
(Vestire un cappello bianco da baseball alla Columbine è una tradizione per i membri delle squadre sportive, tendenzialmente al vertice della "piramide sociale" della scuola).
Quando nessuno si alzò, Eric disse che avrebbe sparato comunque. I due si spostarono dall'altra parte della biblioteca, verso due file di computer. Intanto Evan Todd si nascose dietro la cattedra, mentre Kyle Velasquez si sedette nella fila nord di computer senza nascondersi sotto il banco. Klebold lo colpì alla testa e alla schiena, uccidendolo sul colpo. Ricaricate le armi, si incamminarono verso la finestra guardando la scala all'esterno attraversata poc'anzi. Vedendo la polizia che evacuava gli studenti, cominciarono a sparare dalla finestra, provocando l'immediata risposta dei poliziotti.
Poco dopo Klebold si girò e sparò con il fucile a pompa a un tavolo vicino, ferendo Daniel Steepleton e Makai Hall e poi si tolse il cappotto di pelle. Harris andò con il suo fucile a pompa verso la fila sud di computer e sparò sotto il primo banco senza nemmeno guardare chi c'era. Lo sparo uccise Steven Curnow. Poi colpì sotto il banco a fianco, ferendo Kacey Ruegsegger. Ruegsegger e altri testimoniarono che Harris, sentendo la ragazza lamentarsi e piangere a causa delle gravi ferite, le disse:
Secondo il rapporto ufficiale, Harris andò verso un tavolo nella zona ovest, vi bussò due volte, si chinò e sparò a Cassie Bernall in testa, uccidendola. Il rinculo dell'arma lo colpì al volto rompendogli il naso. Molti sostengono che prima di sparare a Bernall, che faceva parte del circolo religioso della scuola, Harris le chiese se credeva in Dio e alla risposta affermativa la uccise sul colpo. Le indagini ufficiali smentiscono questa versione, affermando che la domanda fu posta a Valeen Schnurr, una studentessa sopravvissuta. Infatti tre studenti che assistettero alla morte di Cassie Bernall, tra cui Emily Wyant che stava con lei sotto il banco, confermarono che non le fu rivolta alcuna domanda e che Bernall fu assassinata mentre stava pregando in silenzio.
Successivamente Harris si girò verso il tavolo accanto, vicino al quale stava seduta la studentessa Bree Pasquale. Le chiese se voleva morire e lei rispose con una supplica. I testimoni raccontano che Harris ne rimase disorientato, ma è più probabile che il suo blocco fosse dovuto al dolore per la ferita al naso che sanguinava copiosamente. Mentre Harris sbeffeggiava Pasquale, Patrick Ireland approfittò della situazione per praticare il primo soccorso a Makai Hall. Klebold, vedendolo, gli sparò due volte alla testa e una volta a un piede (questo sparo fu così violento da togliergli la scarpa). Cadde a terra privo di conoscenza, ma ancora vivo.
Poi Klebold si incamminò verso un'altra fila di tavoli, scoprendo Isaiah Shoels, Matthew Kechter e Craig Scott (tutti popolari atleti, l'ultimo fratello di Rachel Scott). Provò a tirare fuori Isaiah ma, non riuscendoci, fu costretto a chiamare Harris, che lasciò così Bree Pasquale per unirsi a lui. Klebold e Harris schernirono e insultarono Shoels, anche con parole razziste, dato che il ragazzo era nero, dopodiché Harris gli sparò dritto al petto, uccidendolo. Klebold aprì il fuoco, uccidendo Matthew Kechter. Craig Scott si salvò fingendosi morto sotto i cadaveri dei due amici. Harris lanciò una bomba a CO2 verso il tavolo dove erano nascosti Hall, Steepleton e Ireland. Makai Hall la ributtò indietro, e l'ordigno esplose più a sud.
Arrivato allo scaffale di libri posto tra la parte ovest e la parte centrale dei tavoli, Harris ci saltò su e lo agitò, sparando alcuni colpi. Klebold attraversò la zona principale superando la prima fila di scaffali, la cattedra e una seconda fila di scaffali a est. Harris passò per la zona centrale incontrandosi lì con l'amico. Klebold procedette nella zona est della biblioteca sparando a un contenitore di vetro vicino alla porta, poi si girò e sparò al tavolo più vicino, ferendo Mark Kintgen. Si girò ancora verso il tavolo alla sua sinistra e gli sparò contro, ferendo Lisa Kreutz e Valeen Schnurr con lo stesso proiettile e uccidendo Lauren Townsend, studentessa dell'ultimo anno.

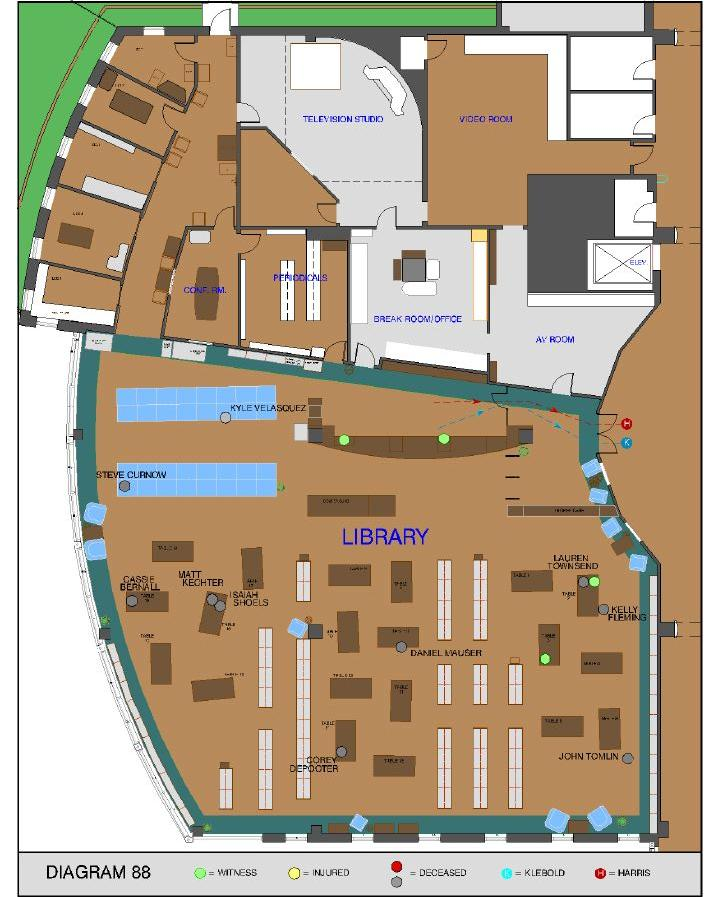
La biblioteca

Harris nel frattempo era salito sopra un altro tavolo, sotto il quale si nascondevano due ragazze. Sceso, si chinò a guardarle, definendole "patetiche". Mentre gli assassini ricaricavano le armi, Schnurr, gravemente ferita, pianse e invocò il Signore. Klebold allora tornò indietro e le chiese se credeva in Dio. Lei rispose confusamente, dicendo prima "no" e poi "sì" alla ricerca della risposta "giusta", e lui le chiese: "Perché?" La ragazza disse:
Klebold la derise e si allontanò. Fu questo episodio a suscitare la controversia sulla morte di Cassie Bernall, poiché i testimoni oculari confusero le voci e le sembianze delle ragazze e credettero che fosse Bernall a rispondere così.
Harris si diresse verso un altro tavolo e sparò due volte sotto, ferendo Nicole Nowlen e John Tomlin. Quando questi provò a strisciare fuori, Klebold lo prese a calci. Harris derise il tentativo di fuga e Klebold sparò al ragazzo più volte, uccidendolo. Harris tornò verso il luogo in cui giaceva Lauren Townsend, già morta. Dietro il corpo, Kelly Fleming, come Bree Pasquale, era seduta a fianco del tavolo e non sotto. Harris sparò a Fleming con il fucile, colpendola alla schiena e uccidendola sul colpo. Continuò poi a sparare al tavolo dietro di lei, colpendo di nuovo Townsend e Kreutz e ferendo Jeanna Park (l'autopsia rivelò che Townsend era stata uccisa già dal primo colpo).
Alle 11:37 i due assassini si spostarono nella zona centrale della biblioteca, dove continuarono a ricaricare le armi sopra un tavolo in mezzo. Harris, notato uno studente lì vicino, gli chiese di identificarsi. Era John Savage, un conoscente di Klebold. Savage chiese a Klebold che cosa stavano facendo e si sentì rispondere:
Savage domandò allora se l'avrebbero ucciso. Klebold esitò, ma poi gli permise di lasciare la biblioteca. Il ragazzo scappò immediatamente dalla porta principale.
Dopo l'uscita di Savage, Harris si girò e sparò con la carabina a un tavolo a nord, colpendo in faccia Daniel Mauser da distanza ravvicinata e uccidendolo. Entrambi gli assassini si spostarono verso sud, dove spararono a caso sotto un altro tavolo, ferendo gravemente Jennifer Doyle e Austin Eubanks e uccidendo Corey DePooter, l'ultima vittima del massacro, che aveva mantenuto la calma per tutta la sparatoria.
A questo punto diversi testimoni sentirono Harris e Klebold notare che non trovavano più elettrizzante sparare alle vittime. Klebold disse:
I ragazzi si spostarono verso la cattedra principale della biblioteca. Harris tirò una bomba Molotov verso l'uscita sud-ovest della biblioteca, ma questa non esplose. Poi aggirarono la cattedra e si diressero dove si era spostato Evan Todd dopo essere rimasto ferito. Klebold si prese gioco di Todd e ragionò su come ucciderlo, ma poi cedette alle suppliche del ragazzo. Klebold sparò un colpo dentro una stanza del personale, colpendo un televisore, sbatté una sedia sopra il terminale che stava sulla cattedra, proprio sopra a dove Patti Nielson si stava nascondendo. Uscirono dalla biblioteca alle 11:42, ponendo così fine al massacro.
Subito dopo ventotto studenti illesi e undici feriti, tra cui Anderson, uscirono dalla porta nord, che conduceva alla scala adiacente all'entrata ovest. Patrick Ireland, che era svenuto, e Lisa Kreutz, che non riusciva a muoversi, rimasero nell'edificio. Patti Nielson corse dentro la stanza del personale dove Klebold aveva sparato poco prima, trovando tre addetti alla biblioteca; si chiusero lì dentro e vi rimasero fino alle 15:30 circa.

### Il suicidio di Harris e Klebold
Dopo aver abbandonato la biblioteca, i due si diressero alla zona di scienze e lanciarono una piccola bomba in uno sgabuzzino. Quando esplose, scapparono. Un insegnante spense il fuoco. I ragazzi proseguirono attraverso il corridoio sud, poi si fermarono e cominciarono a sparare in un'aula vuota di scienze. Subito dopo scesero le scale fino alla mensa, dove furono ripresi dalle telecamere di sicurezza. La registrazione mostra Harris mentre cerca invano di far detonare una delle bombe al propano. Avvilito, beve un sorso di una bevanda abbandonata e, lanciata un'altra molotov, che rimane anch'essa inesplosa, lascia insieme all'amico la mensa per salire di nuovo le scale. 
Appena iniziarono la salita, la bomba detonò causando una grossa fiamma, estinta dagli spruzzatori antincendio. Harris e Klebold lasciarono la mensa verso le 11:50. Una volta tornati al piano superiore, vagarono per il corridoio nord e il corridoio sud, sparando a caso. Mentre camminavano, sbirciavano attraverso le finestrelle delle porte per vedere se c'era qualche studente, ma non provarono a entrarvi. Poi si diressero verso l'entrata di un bagno, dove cominciarono a schernire gli studenti all'interno dicendo cose come
senza però entrare nel locale. Alle 11:55 tornarono in mensa ed entrarono in cucina, poi tornarono ancora su per le scale e di nuovo nel corridoio sud alle 11:58.
| Morte dei due ragazzi                                         |
| 35. Eric Harris, suicidatosi con un unico colpo alla bocca.   |
| 36. Dylan Klebold, suicidatosi con un unico colpo alla testa. |

Alle 12:05 entrarono di nuovo nella biblioteca, in cui in quel momento si trovavano (oltre ai cadaveri) solo Patrick Ireland, privo di sensi, e Lisa Kreutz che fingeva di essere morta. Non si sa cosa fecero dopo aver abbandonato la mensa e prima di tornare in biblioteca. Una volta lì, provarono a sparare ai poliziotti dalle finestre, senza successo. Poi si spostarono verso un tavolo vicino ai corpi di Matthew Kechter e Isaiah Shoels e lì si suicidarono con le proprie armi da fuoco. Harris si sparò in bocca con il fucile da caccia, seduto sul pavimento, la schiena contro uno scaffale di libri; la violenza dello sparo a bruciapelo gli fece esplodere il cranio e ne determinò la morte immediata. Klebold si suicidò con un colpo alla tempia sinistra con la sua TEC-9; Patrick Ireland udì gorgoglii e rumori di soffocamento: è possibile che si trattasse di Klebold che quindi (come supportato dal referto autoptico) può essere deceduto dopo alcuni minuti di agonia, soffocato dal sangue nei polmoni.
Alle 14:38 Ireland riprese conoscenza e strisciò verso la finestra, dalla quale provò a uscire. Fu afferrato dai membri della SWAT e questa scena, trasmessa in televisione, rimase una delle più iconiche della tragica giornata. Lisa Kreutz, gravemente ferita e a tratti incosciente, rimase sola fino a che la polizia non fece irruzione alle 15:25. Fu poi portata fuori e soccorsa, insieme a Patti Nielson e i tre addetti alla biblioteca.

### L'irruzione degli SWAT e la fine
A mezzogiorno circa le squadre della SWAT stazionavano all'esterno della scuola e le ambulanze avevano cominciato a portare i feriti agli ospedali vicini. Nel frattempo i familiari delle vittime e il personale scolastico si radunavano nella vicina scuola elementare di Leawood per ricevere informazioni.
Alle 12:20 la polizia chiese munizioni aggiuntive in caso di sparatoria, anche se gli assassini avevano smesso di sparare pochi minuti prima. Alle 12:45 le squadre SWAT cominciarono a controllare ogni stanza della scuola esaminando zaini e banchi. Le autorità scoprirono i tubi bomba alle 13:00 e gli SWAT cominciarono a trovare gli studenti nascosti alle 14:30. Tutti gli studenti, gli insegnanti e il personale scolastico furono evacuati e furono prestate loro le prime cure mediche, prima di incontrare i familiari alla scuola elementare di Leawood. Le squadre di soccorso trovarono i corpi nella biblioteca alle 15:30.
Alle 16:00, lo sceriffo fece una stima iniziale di 25 morti tra studenti e insegnanti; la sua stima fu di 12 persone in più rispetto ai morti reali. Disse inoltre che la polizia stava cercando i corpi di Harris e Klebold nella biblioteca. Alle 16:30 la scuola fu dichiarata sicura; tuttavia alle 17:30 furono ancora trovate bombe nel parcheggio e sul tetto. Alle 18:15 la polizia trovò una bomba in un'auto nel parcheggio. Lo sceriffo decise allora di proclamare l'intera scuola "scena del crimine"; in quel momento dodici morti, inclusi Harris e Klebold, erano ancora all'interno dell'edificio. Alle 22:45 la bomba nell'auto parcheggiata esplose mentre un poliziotto tentava di disinnescarla, senza causare danni.

## Gli autori della strage e le armi utilizzate
Durante i mesi precedenti alla sparatoria, Harris e Klebold si procurarono due armi da fuoco da 9 mm e due fucili a pompa calibro 12, comprati nel dicembre 1998 usando come intermediaria un'amica, Robyn Anderson, già maggiorenne e particolarmente vicina a Dylan. I due comprarono poi una pistola da un amico, Mark Manes, arrestato qualche mese dopo il massacro per aver venduto l'arma a un minorenne, insieme a Philip Duran, colpevole di aver portato i due ragazzi da Mark per la vendita..
Seguendo alcune istruzioni lette su Internet, Harris e Klebold costruirono anche 99 ordigni esplosivi improvvisati di varie grandezze e segarono inoltre le canne e i calci dei fucili a pompa per nasconderli più facilmente. I due, ancora prima che il massacro cominciasse, avevano già infranto diverse leggi sul possesso delle armi, tali da assicurare loro un lungo periodo di detenzione. Entrambi portavano diversi coltelli nelle cinture, caricatori calibro nove e per fucili a pompa.

### Eric Harris
Nato a Wichita, in Kansas (9 aprile 1981), era figlio di una casalinga e di un pilota della US Air Force. Nel 1998 era già stato segnalato alle forze dell'ordine da una denuncia per le minacce rivolte a un suo coetaneo e amico Brooks Brown, il sospetto di detenzione illegale di armi e il furto di attrezzatura elettronica all'interno di un furgone, commesso con Dylan Klebold. Grazie alla giovane età, i fatti erano stati risolti con un avvertimento bonario, a patto che frequentassero delle sedute psicologiche e non trasgredisse più la legge. È responsabile dell'uccisione di 9 delle vittime.
Le armi da lui usate:
- Savage-Springfield 67H, fucile a pompa di calibro 12, con una modifica alla canna, tagliata da Harris in modo che i colpi siano più veloci e letali. Numero di serie: A232432
- Hi-Point 995 Carbine, fucile semi-automatico 9 mm Parabellum
- Il fucile a pompa, con 25 colpi sparati, è stata l'arma più usata da Harris
- Harris si è suicidato con il fucile a pompa

### Dylan Klebold
Nato a Lakewood, Colorado (11 settembre 1981), figlio di pacifisti di formazione luterana. Nel 1998 era già stato segnalato alle forze dell'ordine per il furto, commesso insieme ad Harris, di attrezzatura elettronica all'interno di un furgone. Grazie alla giovane età, i fatti erano stati risolti con un avvertimento bonario, a patto che frequentassero delle sedute psicologiche e non trasgredisse più la legge. È responsabile dell'uccisione di 5 delle vittime.
Le armi da lui usate:
- Intratec Tec-9, pistola semi-automatica calibro 9 mm Parabellum
- Stevens 311D, fucile a canne mozze calibro 12. Numero di serie: A077513
- La Tec-9, con 55 colpi sparati, è stata l'arma più usata da Klebold
- Klebold si è suicidato con la Tec-9

## Vittime
Il conto totale delle vittime del massacro fu:
- 14 persone uccise, di cui
  - 13 studenti
  - 1 insegnante
- 23 studenti feriti, di cui
  - 3 studenti feriti mentre provavano a scappare da scuola
- Harris e Klebold si suicidarono circa quarantacinque minuti dopo l'inizio del massacro.

## Motivazioni

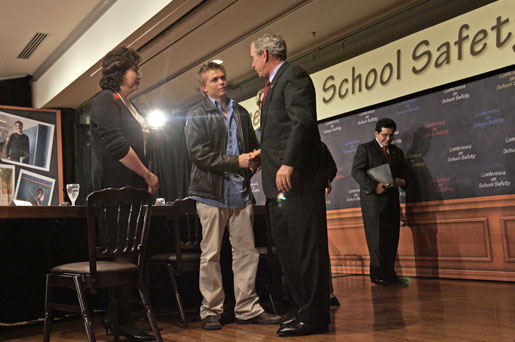
George W. Bush stringe la mano allo studente Craig Scott, fratello di Rachel e sopravvissuto al massacro, dopo una discussione sulla sicurezza delle scuole

Seguirono molte polemiche per il comportamento esitante della polizia. Il massacro durò circa venti minuti; 13 in biblioteca, il luogo principale della strage. La polizia vi entrò solo 4 ore dopo, così come entrò nella scuola solo 2 ore e mezza dopo gli ultimi spari e il suicidio dei due assassini. Nel frattempo, rimasero nella scuola una ragazza ferita gravemente, per ben 4 ore, 12 cadaveri e decine e decine di persone che vissero quelle ore nel terrore, non sapendo quale sarebbe stato il loro destino. L'evacuazione dalla biblioteca è stata organizzata dai feriti e dai superstiti. Quando tutto attorno ormai era silenzio, la polizia non volle entrare fino a che non ci fu l'assoluta certezza del cessato pericolo. Quando entrarono, non avevano idea di quanti morti avrebbero trovato. Se le vittime non furono centinaia fu solo ed esclusivamente per due ragioni: le mancate detonazioni degli esplosivi piazzati nella mensa e il fatto che a un certo punto gli assassini ritennero di averne abbastanza. Il professore Dave Sanders, che si era incaricato di mettere in salvo parecchi studenti, rimase ferito nel mentre ma ricevette assistenza medica da un alunno qualificato, grazie al quale rimase in vita per ore e se la polizia fosse entrata prima si sarebbe sicuramente salvato. Per tentare di giustificare questo atteggiamento, le autorità cercarono anche di accreditare l'ipotesi che il massacro, o almeno la situazione di pericolo, fosse durata diverse ore e che gli assassini si fossero tolti la vita solo alle 15.
In seguito alla sparatoria ci furono anche diverse discussioni riguardo a cosa potesse aver spinto gli assassini al loro gesto e se sarebbe stato possibile prevenire il crimine. La presenza di gruppi sociali nelle scuole superiori è stato un frequente argomento di discussione. Molti sostengono che l'isolamento dei due ragazzi dal resto dei loro compagni di classe creò in loro sentimenti, come il sentirsi indifesi e insicuri, che li spinsero verso una profonda depressione, alimentata dalla continua ricerca di popolarità. Alcune scuole diedero così il via a programmi per scoprire e fermare il bullismo, fenomeno che molti pensavano avesse contribuito ad aumentare la rabbia repressa di Harris e Klebold. Nelle settimane successive alla sparatoria, i media dissero che i due assassini si ritenevano parte della "cultura goth" e "nerd" reietti. Come prova di appartenenza alla "cultura goth", Harris e Klebold per un certo periodo di tempo si definirono come parte di un club scolastico chiamato Trenchcoat Mafia (Mafia in Impermeabile). Fu in seguito provato che i ragazzi non entrarono mai in questo club, nonostante fossero amici di alcuni dei suoi membri. Una forte reazione contro la sottocultura "goth" risultò sia da parte degli studenti che da parte degli adulti.

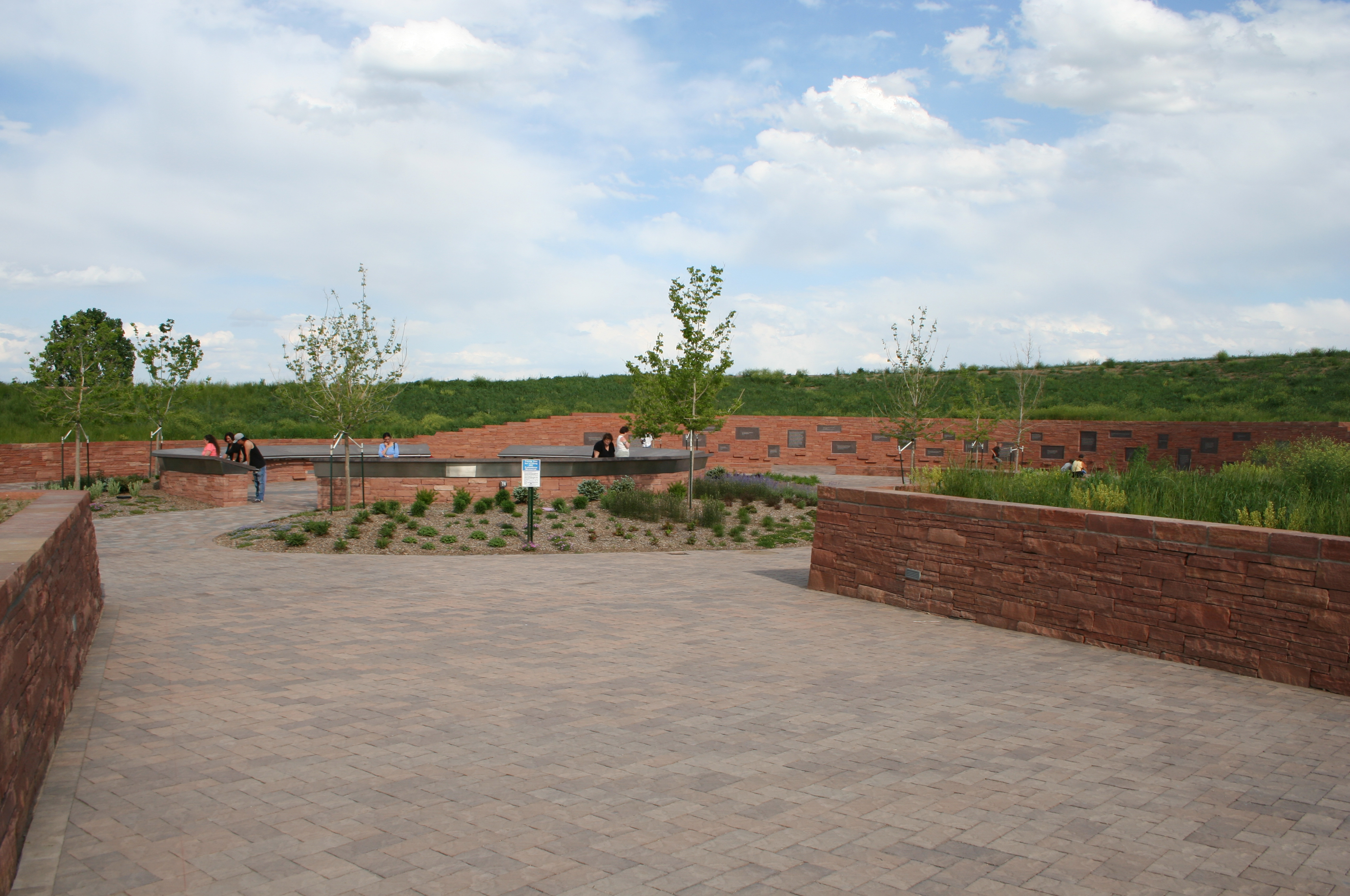
Il monumento funebre in memoria dell'attentato

Dopo la sparatoria, le lezioni degli studenti della Columbine si sono svolte presso il vicino Chatfield Senior High per le rimanenti tre settimane di quell'anno scolastico. La scuola aveva subito una massiccia ristrutturazione quattro anni prima della sparatoria, con l'aggiunta di una nuova biblioteca e una nuova mensa. Dopo il massacro la biblioteca, che si trovava sopra la mensa, è stata completamente rasa al suolo, poiché è stato il punto dove la maggior parte delle esplosioni e dei decessi ha avuto luogo. Una nuova biblioteca più grande è stata costruita sulla collina dove è iniziata la sparatoria: è dedicata alla memoria delle vittime.

## Bullismo
Da quando è avvenuto il massacro alla Columbine, si è prestata sempre maggiore attenzione alla connessione tra manifestazioni di violenza nelle scuole e bullismo. Entrambi gli autori della strage furono classificati come ragazzi dotati, presumibilmente bullizzati per quattro anni. Secondo Brooks Brown, Klebold e Harris erano gli studenti più emarginati di tutta la scuola e persino molti di quelli che facevano parte della loro cerchia li consideravano "i più sfigati degli sfigati". È cosa nota che Klebold avesse manifestato al padre il proprio odio per la "jock culture" che vigeva alla Columbine, ossia l'egemonia e prepotenza esercitate dagli atleti dei team sportivi della scuola, aggiungendo che Harris, in particolare, ne era vittima. A questo proposito, Klebold aveva affermato: "Stanno facendo patire a Eric le pene dell'inferno".
Secondo quanto riportato dalla madre di Klebold (Sue Klebold), in un'altra occasione, proprio prima del massacro, sia Harris sia Klebold erano stati aggrediti da un gruppo di compagni di scuola - tutti membri della squadra di football della scuola - che li avevano cosparsi di ketchup e senape chiamandoli "froci" ("faggot", in inglese) e "gay".
A un anno dalla strage di Columbine, un'analisi degli ufficiali dei Servizi Segreti degli USA rivelò che su 37 massacri premeditati avvenuti nelle scuole, in 2/3 dei casi la maggior causa scatenante era stata l'aver subìto bullismo, descritto da alcuni autori delle stragi come un vero "tormento". Brooks Brown espose una teoria simile nel suo libro sul massacro: scrisse che tra gli insegnanti era atteggiamento comune far finta di niente di fronte a manifestazioni di bullismo e che ogni qualvolta Klebold e Harris ne erano bersaglio, a opera dei cosiddetti jocks (gli atleti dei team sportivi studenteschi), gli insegnanti si limitavano a frasi come: "Non preoccupartene troppo, ragazzo. Sono cose che succedono", se qualcuno esprimeva turbamento o sorpresa.
I primi racconti dopo la strage misero in luce come i dirigenti e gli insegnanti della Columbine High School avessero a lungo ammesso e tollerato un clima di bullismo da parte dei suddetti jocks, lasciando che nella scuola si diffondesse e si inasprisse un'atmosfera di intimidazione e risentimento. Esperti sostengono che questo possa aver contribuito a far esplodere il desiderio di infliggere violenza nei due ragazzi autori della strage.
Un autore ha invece messo in forte discussione la teoria della "strage per vendicarsi del bullismo subìto". David Cullen, autore nel 2009 del libro Columbine, pubblicato da Twelve il 6 aprile 2009, non nega la presenza diffusa di atti di bullismo nella scuola, ma nega che i due attentatori siano da considerarsi vittime del bullismo. A proposito di Harris in particolare, Cullen sostiene che sarebbe stato più un bullo che una vittima di bullismo.

## Le critiche ai gruppi musicali
Le televisioni americane paragonarono in seguito il massacro a una sequenza del film del 1995 Ritorno dal nulla, dove il protagonista Leonardo DiCaprio veste un impermeabile nero e spara a sei compagni di classe nei corridoi della scuola. Qualche testimone oculare ha paragonato la sparatoria ad alcune scene del film del 1999 Matrix.
La colpa della sparatoria ricadde anche sul cantante Marilyn Manson e su altri gruppi rock/metal. Manson, in un'intervista che seguì la strage, annunciò di aver cancellato tre concerti in memoria della tragedia e, intervistato dallo scrittore Chuck Palahniuk, quando gli venne chiesto cosa avrebbe detto ai due assassini, il musicista rispose:
In seguito, una recensione sul sito di Harris rivelò che sia lui che l'amico disprezzavano Manson e la maggior parte della musica mainstream. La voce fu amplificata da amici dei due ragazzi che dissero che i due erano fan di band industriali tedesche, come i Rammstein. Dopo questa informazione, i Rammstein subirono forti critiche da gruppi cristiani conservatori che dissero (tra le altre cose) che la R vibrante del cantante Till Lindemann era una chiara imitazione della dizione di Adolf Hitler. In risposta, la band pubblicò questa dichiarazione:
Qualcuno affermò anche che i due ragazzi furono ispirati dal testo della canzone dei Rammstein Weisses Fleisch (Carne Bianca):
(Weißes Fleisch - Rammstein)
La band industrial metal tedesca KMFDM ricevette critiche simili. Il sito web di Harris presentava testi di canzoni di questo gruppo e la sparatoria avvenne il giorno dell'uscita del loro album Adios. Il frontman dei KMFDM, Sascha Konietzko, rilasciò una dichiarazione alla stampa il giorno successivo al massacro, esprimendo il proprio dispiacere per la sparatoria, dicendo:
(Sascha Konietzko)
Marilyn Manson continuò a esprimere il suo disappunto nei confronti dei media. Contribuì a un articolo del periodico Rolling Stone e fu intervistato da Michael Moore nel documentario Bowling a Columbine. Le accuse rivoltegli dai media e dai genitori divennero in parte l'ispirazione per il quinto album di Manson, Holy Wood (In the Shadow of the Valley of Death), nel quale le canzoni parlavano della relazione tra morte e celebrità in America. Qualcuno diede la colpa della strage anche al film Assassini nati, che i due ragazzi avevano visto più volte.

## Cultura di massa

### Cinema
Film documentario dedicato alla vicenda è il già citato Bowling a Columbine di Michael Moore (2002), vincitore di un premio Oscar. A oggi non è stato prodotto alcun esplicito rifacimento cinematografico del massacro, ma solo film più o meno ispirati a esso; il primo è stato un film parodistico, Duck! The Carbine High Massacre, uscito nel 2000, a cui è poi seguito Zero Day di Ben Coccio e Elephant di Gus Van Sant nel 2003. Tutte e tre le pellicole hanno alterato i nomi dei personaggi e del liceo, ad esempio in Duck! i due ragazzi si chiamano Derwin e Derick, mentre il liceo si chiama Carbine (gioco di parole tra Columbine e la parola inglese per carabina). In Duck! e in Elephant sono contenuti elementi ipotetici, ma che all'epoca erano considerati fondati, per esempio che gli autori della strage avessero simpatie neonaziste. Nel 2004 è stato inoltre distribuito il documentario Zero Hour.

### Televisione
- Nel quinto episodio della serie American Horror Story, Halloween - Part 2, è contenuto un chiaro riferimento al massacro. A Tate, uno dei personaggi della serie, viene chiesto dal fantasma di una delle sue vittime (anch'esse uccise in una strage al liceo) il perché della sua domanda "Credi in Dio?". Inoltre, la vittima ammette di aver cercato le parole giuste nella confusione del momento. Nel cold opening dell'episodio successivo, Piggy Piggy, si assiste una scena molto simile all'attacco nella biblioteca.
- Nell'episodio Giochi di ruolo, della nona stagione della serie animata I Griffin, Peter si presenta in cucina vestito con pantaloni militari, giacca nera e armato di fucile a pompa, esattamente come Harris e Klebold il giorno del massacro. In seguito, dopo che Lois gli riferisce che deve ricoprire il ruolo di un normale studente delle scuole superiori, Peter telefona a un altro ragazzo dicendogli di non aprire il fuoco sugli altri studenti, cosa che tuttavia avviene nonostante la revoca.
- Nell'episodio 13 della seconda stagione di Tredici Tyler, dopo la violenza subita nei bagni della scuola, si arma di fucile e bombe per compiere un attacco durante il ballo scolastico. Prima di entrare nella scuola incontra Clay e gli dice di andare a casa, proprio come fecero Dylan ed Eric con un loro compagno, in modo da salvare una delle poche persone che li ha trattati gentilmente.
- Nell'episodio 7 della seconda stagione di The Bold Type viene citato il massacro.
- Il primo episodio della quarta stagione di Cold Case è ispirato alla vicenda.

### Videogiochi
- Nel 2005 è stato distribuito un videogioco scaricabile gratuitamente chiamato Super Columbine Massacre RPG! ispirato al massacro.[39]
- Nel 25 luglio 1999, esattamente 3 mesi e 5 giorni dopo il massacro, è stato pubblicato il flash game (gioco su Flash) Pico's School su Newgrounds dal suo fondatore Tom Fulp ispirato soprattutto al massacro ma anche alle sparatorie in generale[40]. Il gioco venne ripubblicato nel 2006 dopo una ristrutturazione del sito. Al momento la ripubblicazione ha oltre 9.5 milioni di visite[41].Tuttora il protagonista di Pico's School ha un ruolo nel videogioco di Friday Night Funkin'.

### Musica
- Il gruppo musicale Skynd con la canzone "Columbine" rappresenta l'avvenuto massacro
- Il testo della canzone One by one della band The Calling parla del massacro della Columbine High School.
- Nella canzone I'm Back il rapper Eminem cita (anche se censurato) il massacro della Columbine High School:

- Dodici anni dopo, nella canzone Rap God, si autocita per parlare proprio della censura:

- Il gruppo symphonic metal finlandese Nightwish, nel brano The Kinslayer, parla chiaramente di quanto accaduto seppur non direttamente. Alla fine del testo viene scritto:

- La canzone Youth of the Nation della band P.O.D. si ispira in parte al massacro della Columbine High School.
- Il gruppo deathcore statunitense Emmure, nel brano Bring a Gun To School (titolo poi inutilizzato nelle piattaforme ufficiali a causa delle controversie susseguitesi)[42], facente parte dell'album Eternal Enemies, si è probabilmente ispirato a questo massacro, che invece viene esplicitamente citato in una t-shirt della linea d'abbigliamento personale del frontman Frankie Palmeri chiamata "Cold Soul", poi soppressa per questa e altre controversie.[43]
- Il rapper Bones ha dedicato l'intero album TeenWitch al massacro, parlando dell'avvenimento da tutti i punti di vista.
- Il rapper Blue Virus nella sua canzone Breve Viaggio in Moebius cita la strage della Columbine High School:

- Il rapper Lowlow nella sua canzone Ulisse cita la strage della Columbine High School:

- Il rapper Ghostemane nell'album N/O/I/S/E, pubblicato nell’anno 2018, cita la strage di Columbine con la frase Wait until they see what’s in my trench coat, chiaro riferimento al soprabito indossato dai due ragazzi.
- Il rapper Kanye West cita il massacro in due delle sue canzoni, nel singolo Eazy del 2022 e in Vultures, dall'album omonimo nel 2024.

(Kanye West, "Eazy")
(Kanye West, Vultures)

### Arte
Il massacro avvenuto presso la Columbine High School fu d'ispirazione per l'artista contemporaneo Robin Kid, il quale nel 2013 realizzò e espose la scultura Do You Believe In God?. I curatori della mostra offrono una interpretazione dell'opera secondo la quale il disagio e la subcultura vissuta da alcune frange giovanili possono diventare fonte di tale annichilimento da rendere possibili tali efferatezze e i gesti più estremi.